# Hypomyces viridigriseus
Hypomyces viridigriseus är en svampart som beskrevs av K. Põldmaa & Samuels 1997. Hypomyces viridigriseus ingår i släktet Hypomyces och familjen Hypocreaceae.   Inga underarter finns listade i Catalogue of Life.